# Muralla de Gerona
Debido a la situación estratégica de Gerona, como ciudad fronteriza y por el paso de ejércitos defensores e invasores hacia otras tierras, esto condicionó a la construcción de la muralla de Gerona, una construcción carolingia defensiva de piedra arenisca situada en la misma ciudad española de Gerona, Cataluña. Es Bien de Interés Cultural desde 1967.

## Actualidad
El visitante puede pasear a lo largo de su recorrido, desde el que se pueden observar las vistas de la ciudad y sus alrededores. Es uno de los itinerarios más visitados de Gerona.
La muralla tiene cuatro puntos de acceso y varios torreones con vistas panorámicas de la ciudad.